# Ернест Спітері-Гонці
Ернест Спітері-Гонці (англ. Ernest Spiteri-Gonzi, нар. 21 жовтня 1955) — мальтійський футболіст, що грав на позиції нападника за клуб «Гіберніанс», а також національну збірну Мальти.

## Клубна кар'єра
У дорослому футболі дебютував 1974 року виступами за команду «Гіберніанс», кольори якої захищав протягом наступних десяти років. Тричі, у 1979, 1981 і 1982 роках, допомогав команді вигравати чемпіонат Мальти. 1982 року визнавався Футболістом року на Мальті.

## Виступи за збірну
1978 року дебютував в офіційних матчах у складі національної збірної Мальти.
Загалом протягом кар'єри у національній команді, яка тривала 6 років, провів у її формі 20 матчів, забивши 3 голи.

## Титули і досягнення
- Чемпіон Мальти (3):

«Гіберніанс»: 1978-79, 1980-81, 1981-82
- Футболіст року на Мальті (1):

1981-82